# テント写像

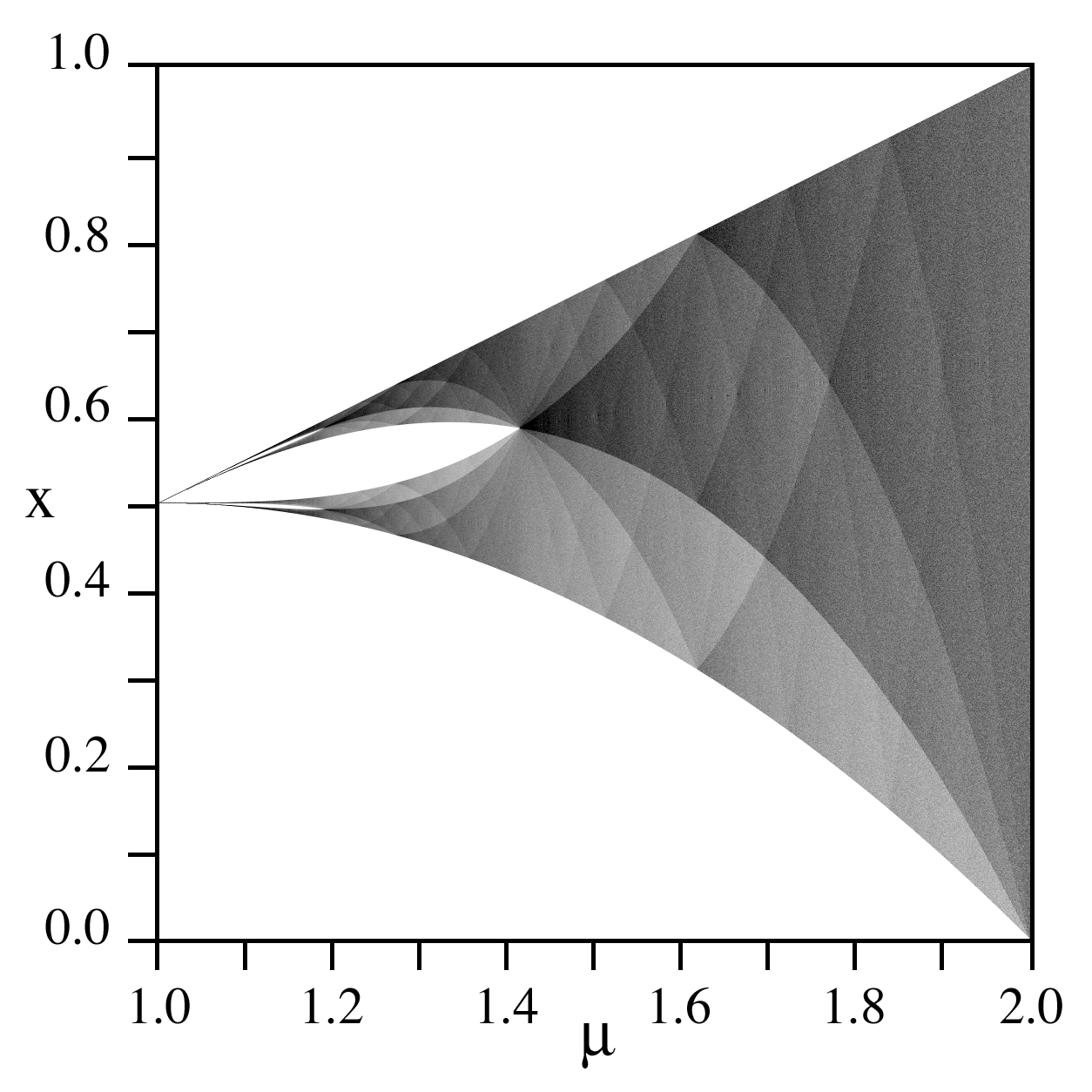
テント写像の分岐図

テント写像（テントしゃぞう、英: tent map）は、力学系あるいはカオス理論における基礎的な写像の一つである。パラメータ（定数）を一つ持つ、以下のような区分線形関数 f(x) で与えられる。
{\displaystyle f(x)={\begin{cases}\mu x,&x<{\frac {1}{2}},\\\mu (1-x),&{\frac {1}{2}}\leq x.\end{cases}}}
μ > 1 では、写像を反復合成して生成される x の軌道は、ほとんどの初期値でカオスとなる。テント写像は最も簡素な単峰写像の例であり、カオス力学系の教科書などでもしばしば採り上げられる。

## 写像

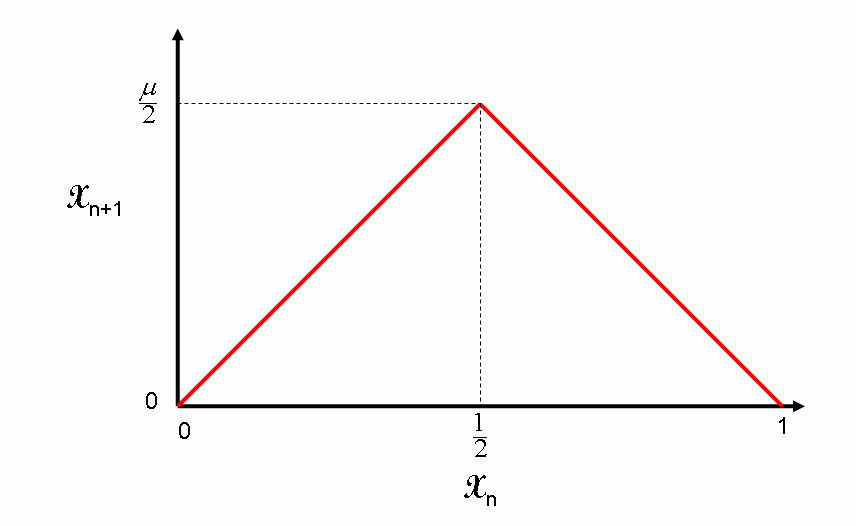
テント写像のグラフ

テント写像 f: R → R は、x ∈ R, μ ∈ R≥ 0 として次のように与えられる。
{\displaystyle f(x)={\begin{cases}\mu x,&x<{\frac {1}{2}},\\\mu (1-x),&{\frac {1}{2}}\leq x.\end{cases}}}
n ∈ Z> 0 として、f(x) の n 回反復合成を fn(x) と表す。すなわち、f0(x) = x, f1(x) = f(x), f2(x) = f(f1(x)), f3(x) = f(f2(x)), ... であるとする。fn(x) の軌道は、
{\displaystyle x_{0},\ x_{1}=f(x_{0}),\ x_{2}=f(x_{1}),\ldots ,\ x_{n}=f(x_{n-1}),\ldots }
という数列となる。ここで x0 は軌道の初期値である。xn と xn+1 の漸化式の形では、
{\displaystyle x_{n+1}=f(x_{n})={\begin{cases}\mu x_{n}&x_{n}<{\frac {1}{2}},\\\mu (1-x_{n})&{\frac {1}{2}}\leq x_{n}\end{cases}}}
である。テント写像では単位区間の範囲で初期値を与えるのが一般的である。以下でも特に断りがない限り、x0 ∈ I = [0, 1] である。
テント写像のグラフは点 (1/2, μ/2) を頂点とした区分線形曲線となる。グラフはテントのような形をしており、このためテント写像と呼ばれる。テント写像の初期値鋭敏性を示すリアプノフ指数 λ は、傾きの絶対値が μ で一定であるため λ = ln μ と求めることができる。

## 軌道の振る舞い

### 0<μ≤1

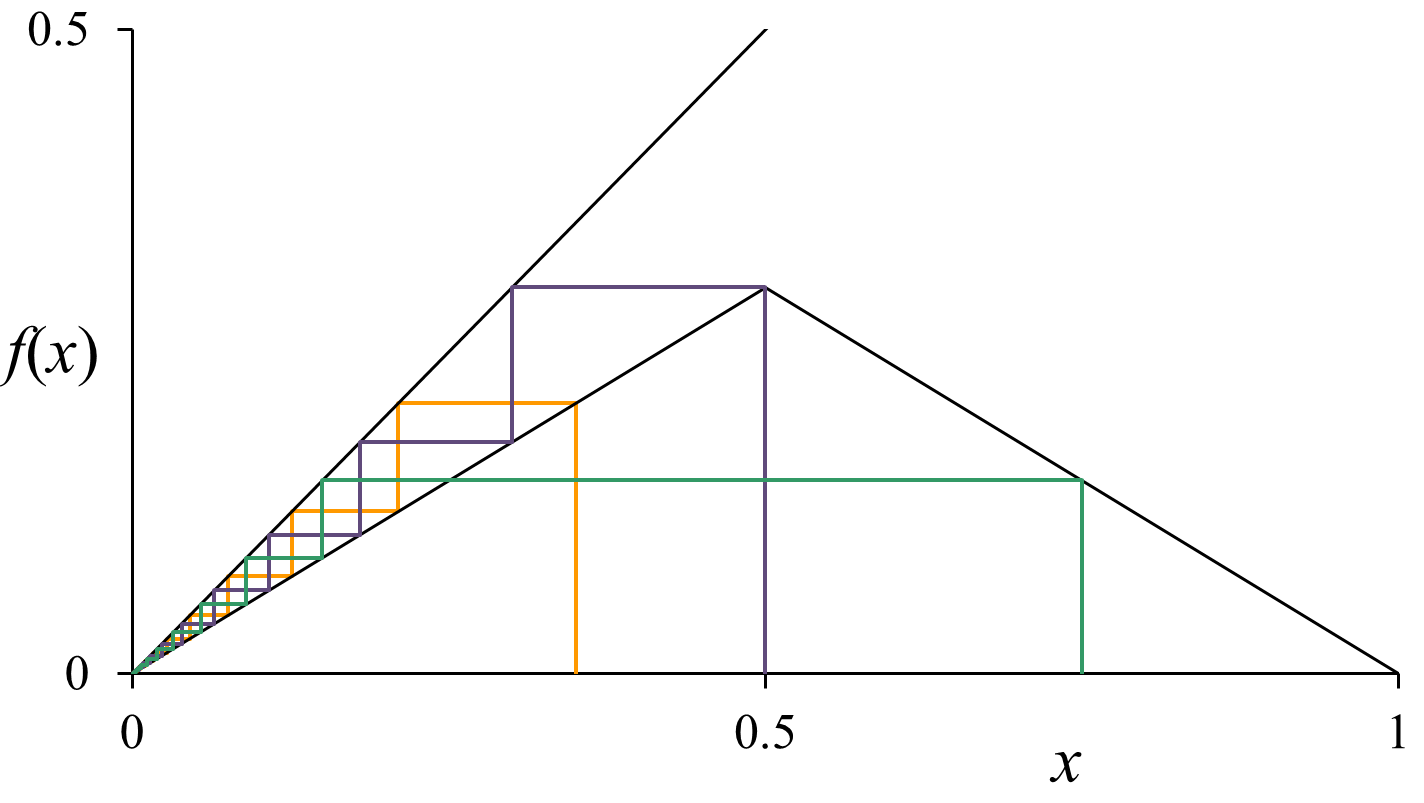
クモの巣図法で描かれた μ = 0.6 のときのテント写像の軌道の様子。図は3つの初期値からの軌道を示しており、左側（黄色）が x_{0} = 0.35、中央（紫）が x_{0} = 0.5、右側（緑）が x_{0} = 0.75 となっている。

まず、パラメータが 0 < μ < 1 のとき、x = 0 が xn + 1 = xn を満たす不動点である。この不動点は漸近安定かつ大域安定で、任意の x0 の軌道全ては n → ∞ で 0 へと収束する。
μ = 1 のときも軌道は不動点に収束するが、このときは区間 [0, 1/2] 上の点全てが不動点となる。すなわち、x0 ∈ [0, 1/2] であれば全ての n について xn = x0 であり、x0 ∈ (1/2, 1] であれば n ≥ 1 について xn = 1 − x0 である。このときの各不動点の安定性はリアプノフの意味で安定な状態にある。

### 1<μ<2
μ が 1 を超えると、xf1 = 0 に加えて xf2 = μ/(μ + 1) が不動点となる。ただし、df(xf1)/dx および df(xf2)/dx の値は 1 を超えるため、これらの不動点は不安定となる。さらに、μ > 1 では軌道が周期的になる初期値が現れる。このとき、周期2, 周期3, 周期4,...といったように2以上の全ての自然数に対応する周期軌道が存在している。例えば、周期2であれば2つの周期点 xp1, xp2 は次のように明示的に求めることができる。
{\displaystyle {\begin{aligned}x_{p1}&={\frac {\mu ^{2}}{1+\mu ^{2}}},\\x_{p2}&={\frac {\mu }{1+\mu ^{2}}}.\end{aligned}}}
μ > 1 で現れる全ての周期点は、2つの不動点と同様に不安定である。初期値が不動点と周期点の値を取る場合を除き、全ての軌道は非周期変動すなわちカオスとなる。
1 < μ < √2 の範囲では、x は複数の小領域を交互に行き来するカオス軌道となる。そして、√2 < μ < 2 の範囲では1つの領域内で x が変動するようになる。μ を1から2まで増加させるに従い、カオス軌道の取り得る領域 [xmim, xmax] は徐々に大きくなっていき、最終的には μ = 2 で単位区間 [0, 1] に一致する。1 < μ ≤ 2 における [xmim, xmax] は、μ を変数として [μ(2 − μ)/4, μ/2] で与えられる。

### μ= 2
μ = 2 のとき、区間 [0, 1] 全域に軌道が及ぶ。このとき、デバニーの定義で μ = 2 のテント写像 fμ = 2 (x) はカオス的である。このときのリアプノフ指数 λ は、λ = ln μ より、 λ = ln 2 である。 

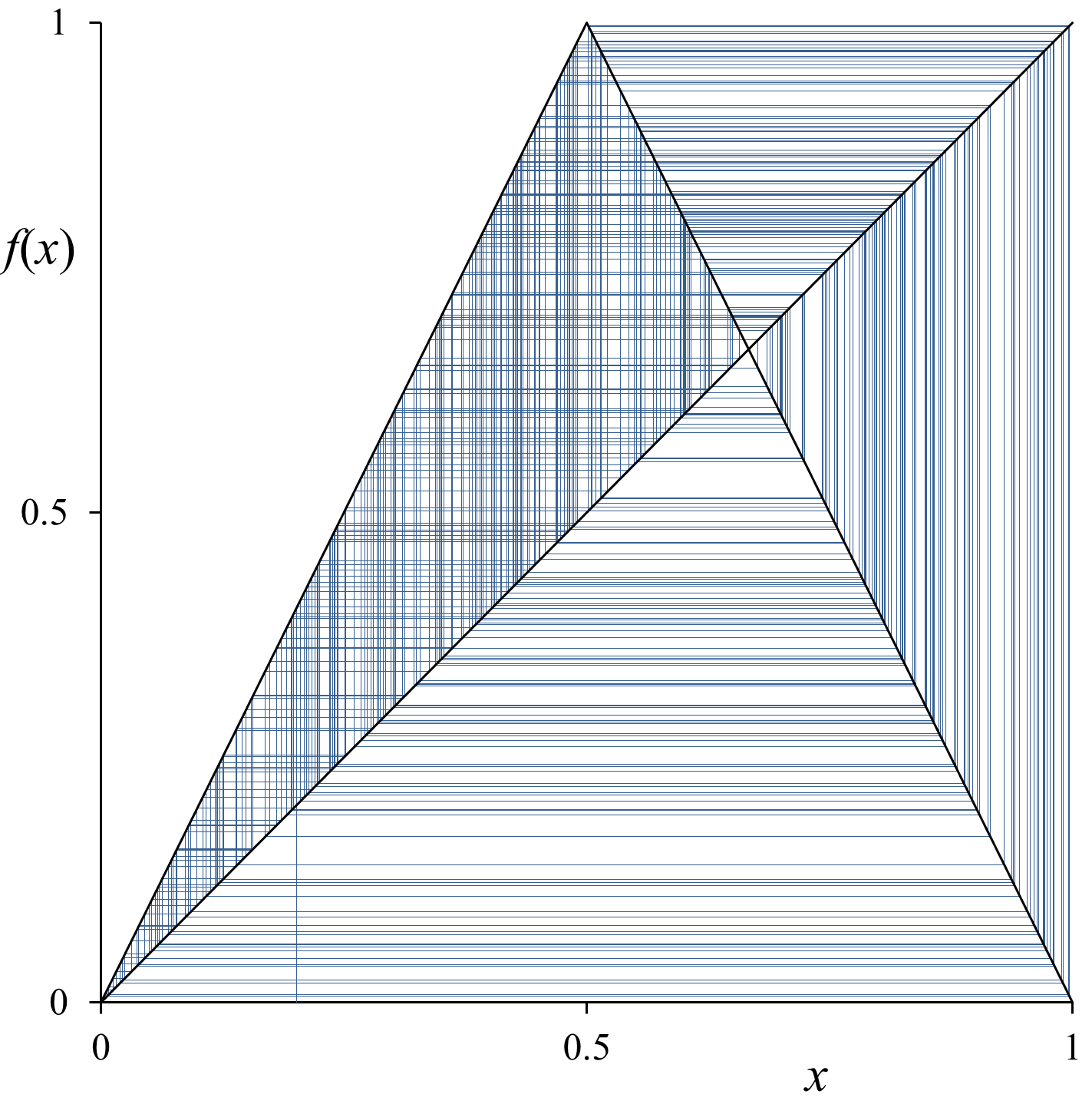
クモの巣図法による μ = 2 のときのテント写像の軌道の様子。反復回数 n = 300 までを図示している。

このときのテント写像の軌道の非周期性は、確率的に全くランダムな非周期性と次のような繋がりを持つ。任意の x0 から始まる軌道 fnμ = 2 (x0) において、xn が左半分の区間 [0, 0.5] の値を取るときに記号"L"を割り当て、xn が右半分の区間 [0.5, 1] の値を取るときに記号"R"を割り当てれば、軌道は LRRLRLL... といったような L と R の記号列に変換できる。一方で、テント写像とは無関係に、コイントスのように全くランダムに L と R を選んでいくことで同じようなLR記号列を作成する。ランダムによる記号列にはありとあらゆる L と R の並びが考えられる。しかしこのとき、任意のランダムによる記号列とテント写像による記号列を一致させる初期値 x0 ∈ [0, 1] が一つ存在する。言い換えれば、適当な x0 を選ぶことで、テント写像はあらゆる並びのLR記号列を生み出すことができる。
また、テント写像 fμ =2 (x) は、パラメータ a = 4 のロジスティック写像 ga = 4 (y)  と位相共役な関係にある。すなわち、h(x) ∘ fμ = 2(x) = ga = 4(y) ∘ h(x) を満たす同相写像 h(x) を取ることができ、それは
{\displaystyle h(x)=y={\frac {1-\cos \pi x}{2}}}
である。ここで ∘ は写像の合成を意味する。この位相共役性を利用して、ga = 4 のリアプノフ指数の値を解析的に得ることができる。1947年、スタニスワフ・ウラムとジョン・フォン・ノイマンは fμ = 2 と ga = 4 が位相共役であることを示し、ロジスティック写像 ga = 4 の軌道の乱雑さを明らかにした